# Rocktábor 2. – A záróbuli
A Rocktábor 2. – A záróbuli (eredeti cím: Camp Rock 2: The Final Jam) egy amerikai–kanadai zenés, családi vígjáték, a Disney csatorna egyik saját gyártású filmje, a Rocktábor folytatása.
Amerikában 2010. szeptember 3-án debütált, ezelőtt egy album is megjelent a filmben hallható dalokkal. Magyarországon 2010. szeptember 18-án mutatták be a Disney csatornán, 2010. szeptember 29-én pedig DVD-n adták ki.

## Történet
A rocktáborosok elkezdik szervezni a záróbulit, de közben kiderül, hogy van egy riválisuk. A túloldalon is létrejön egy tábor, mégpedig a Sztártábor (Camp Star), ami szenzációs előadásokat és programokat kínál, hogy elcsábítsa a konkurencia táborlakóit. Miközben a többiek azon töprengenek, hogy mi lesz a táborral, Nate szerelmes lesz a rivális tábor egyik énekesébe. Nate dalokat ír neki, titokban járnak randizni és persze mindenkinek hazudnak a kapcsolatukról. Mitchie (Demi Lovato) már nagy izgalmakkal várja, hogy visszatérhessen a rocktáborba, és együtt zenélhessen a barátaival, meg persze Shanenel.

## Szereplők
| Szereplő                | Színész                   | Magyar hang                                 |
| ----------------------- | ------------------------- | ------------------------------------------- |
| Mitchie Torres          | Demi Lovato               | Gulás Fanni                                 |
| Shane Gray              | Joe Jonas                 | Sánta László                                |
| Nate Gray               | Nick Jonas                | Ungvári Gergely                             |
| Jason Gray              | Kevin Jonas               | ifj. Morassi László                         |
| Connie Torres           | Maria Canals-Barrera      | Kovács Nóra                                 |
| Theresa "Tess" Tyler    | Meaghan Martin            | Kardos Eszter                               |
| Caitlyn Geller          | Alyson Stoner             | Czető Zsanett                               |
| Dana Turner             | Chloe Bridges             | Molnár Ilona                                |
| Luke Williams           | Matthew "Mdot" Finley     | Dósa Mátyás                                 |
| Ella Pador              | Anna Maria Pérez de Tagle | Szentesi Dóra                               |
| Margaret "Peggy" Dupree | Jasmine Richards          | Csifó Dorina                                |
| Brown Cesario           | Daniel Fathers            | Czvetkó Sándor                              |
| Axel Turner             | Daniel Kash               | Csankó Zoltán                               |
| Sander Loyer            | Roshon Fegan              | Heisz Krisztián                             |
| Barron James            | Jordan Francis            | Baradlay Viktor                             |
| Georgina Farlow         | Arisa Cox                 | Peller Anna                                 |
| Oliver, a buszsofőr     | Robert Feggans            | Faragó András                               |
| További szereplők       | –                         | Bogdányi Titanilla Ducsai Ábel Lamboni Anna |

## Premierek
| Ország | Dátum                                                                        |
| --- | ---------------------------------------------------------------------------- |
| Kanada · Németország · Amerikai Egyesült Államok                                                                                           | 2010. szeptember 3.                                                          |
| Argentína | 2010. szeptember 5.                                                          |
| Brazília · Chile · Kolumbia · Ecuador · Indonézia · Mexikó · Malajzia · Peru · Fülöp-szigetek · Szingapúr · Thaiföld · Venezuela · Vietnám | 2010. szeptember 12.                                                         |
| Ausztrália · Egyesült Királyság · Írország · Izrael · Új-Zéland                                                                            | 2010. szeptember 17.                                                         |
| Spanyolország · Lengyelország · Portugália                                                                                                 | 2010. szeptember 18.                                                         |
| Hollandia | 2010. szeptember 18. 2010. szeptember 28. (DVD megjelenés)                   |
| Magyarország | 2010. szeptember 18. (Disney csatorna) 2010. szeptember 29. (DVD megjelenés) |
| Franciaország | 2010. szeptember 21.                                                         |
| Belgium · Olaszország | 2010. szeptember 24.                                                         |
| Svédország | 2010. szeptember 26.                                                         |
| Spanyolország | 2010. szeptember 26.                                                         |
| Görögország | 2010. október 4.                                                             |
| Japán | 2010. október 15.                                                            |

## Filmzene
A film azonos című albuma 2010. augusztus 10-én jelent meg Amerikában. A "Wouldn't Change a Thing" c. dalnak magyar változata is készült "Így van jól" címmel, melyet Némethy Brigitta és Dando Ádám ad elő, és melynek magyar videóklipje megtalálható a Rocktábor 2. – A záróbuli c. DVD-n.

### Számlista
| 1.    | Brand New Day                     | Demi Lovato                                        | 3:21 |
| 2.    | Fire                              | Matthew "Mdot" Finley                              | 3:01 |
| 3.    | Can't Back Down                   | Demi Lovato                                        | 3:19 |
| 4.    | It's On                           | Camp Rock 2: The Final Jam cast                    | 4:02 |
| 5.    | Wouldn't Change a Thing           | Demi Lovato & Joe Jonas                            | 3:23 |
| 6.    | Heart and Soul                    | Jonas Brothers                                     | 2:57 |
| 7.    | You're My Favorite Song           | Joe Jonas & Demi Lovato                            | 2:15 |
| 8.    | Introducing Me                    | Nick Jonas                                         | 3:06 |
| 9.    | Tear It Down                      | Matthew "Mdot" Finley & Meaghan Martin             | 3:29 |
| 10.   | What We Came Here For             | Demi Lovato, Joe Jonas, Nick Jonas & Alyson Stoner | 4:15 |
| 11.   | This Is Our Song                  | Demi Lovato, Joe Jonas, Nick Jonas & Alyson Stoner | 2:58 |
| 12.   | Different Summers (bonus track)   | Demi Lovato                                        | 3:36 |
| 13.   | Walkin' in My Shoes (bonus track) | Matthew "Mdot" Finley & Meaghan Martin             | 2:50 |
| 14.   | It's Not Too Late (bonus track)   | Demi Lovato                                        | 3:32 |
| 15.   | Rock Hard or Go Home              | Iron Weasel                                        | 2:58 |
| 49:07 |                                   |                                                    |      |